# Hattie McDaniel

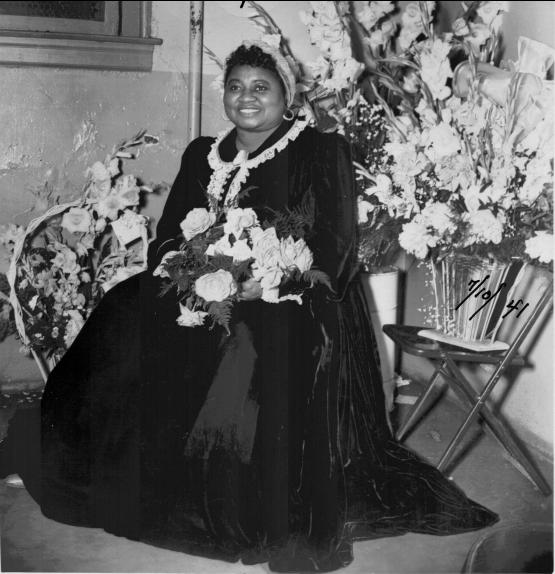
Hattie McDaniel (1941)

Hattie McDaniel (Wichita, 10 juni 1895 – Los Angeles, 26 oktober 1952) was een Amerikaanse actrice. Ze was de eerste Afro-Amerikaan die een Oscar won.

## Jeugdjaren
McDaniel werd geboren in Wichita als dochter van Henry McDaniel en Susan Holbert. Haar vader was predikant en haar moeder zong godsdienstige liedjes. Haar grootmoeder was een slavin, werkend als kokkin in Virginia. Hierdoor werd McDaniels vader als slaaf geboren. Hij vocht in de Amerikaanse Burgeroorlog.
McDaniel was de jongste van dertien kinderen. In 1910 kreeg ze een medaille voor een gedicht dat ze schreef. Sindsdien wist ze dat ze entertainer wilde worden. Ze stopte met school en reisde mee met een groep performers, die werd opgericht door haar vader en twee van haar broers, Otis en Sam. Nadat Otis in 1916 was overleden, stopten ze hiermee. Tot 1920 was ze niet werkzaam als entertainer.

## Carrière

### Beginnend actrice
McDaniel was een van de eerste vrouwen die zong op de radio. In 1925 zong ze regelmatig voor een radiozender uit Denver: KOA. Aangezien ze ook liedjes schreef, zong ze deze ook wel eens. Ze werd opgemerkt en mocht zingen in theaters in grote steden.
In 1931 vertrok ze naar Los Angeles, waar al een paar van haar broers en zussen woonden. Ze kon hier geen werk in de filmindustrie krijgen en daarom werkte ze tijdelijk als dienstmeisje en als kokkin. Haar broer Sam werkte toentertijd voor een radioprogramma met de titel The Optimistic Do-Nut Hour en regelde dat zij een eigen programma kreeg.
Vanaf 1932 kreeg McDaniel kleine rollen in films. Hierin speelde ze vaak een dienstmeid of een zangeres in een koor. Ze werd bekritiseerd vanwege het keer op keer spelen van een dienstmeid, maar antwoordde hier vaak op: "Ik speel liever een dienstmeid dan dat ik er een ben."
Haar eerste grote rol in een film kwam in 1934. Ze speelde toen in Judge Priest, geregisseerd door John Ford. Ze raakte al snel bevriend met de grootste sterren, zoals Joan Crawford, Bette Davis, Shirley Temple, Henry Fonda, Ronald Reagan, Olivia de Havilland en Clark Gable.

### Gone with the Wind
McDaniel werd populair als actrice hoewel de kritiek op haar rollenkeuze bleef bestaan en er ook tegenstand was vanuit racistische hoek. Desondanks ontving ze in 1939 een Oscar voor beste vrouwelijke bijrol voor haar rol in een van de populairste films uit die tijd: Gone with the Wind. Ze was de eerste Afro-Amerikaan die een Oscar won. Veel mensen waren hier op tegen. Ze vonden McDaniel sowieso niet geschikt voor een rol in zo'n belangrijke film. Ze vonden dat zij niet goed genoeg was.
Tijdens de première van Gone with the Wind was McDaniel niet aanwezig. Ze zei tegen de regisseur van de film, Victor Fleming, dat ze ziek was maar kwam in werkelijkheid niet opdagen omdat ze bang was voor de racisten. Toen Clark Gable dit hoorde, wilde hij haar overhalen toch te komen; zonder succes overigens.
Door alle tegenkantingen die McDaniel ondervond van racisten kwam haar carrière op een laag pitje te staan. Haar laatste film werd in 1949 uitgebracht. Toch was ze nog actief op de radio en op de televisie.
McDaniel heeft twee sterren op de Hollywood Walk of Fame: een voor haar werk bij de radio en een voor haar films. Sinds 29 januari 2006 is er ook een postzegel met haar gezicht erop.

## Persoonlijk leven
McDaniel was vier keer gehuwd:
- In 1922 trouwde ze met George Langford, die echter vlak na de bruiloft met een pistool om het leven werd gebracht.
- In 1938 was ze kort getrouwd met Howard Hickman.
- Van 1941 tot en met 1945 was James Lloyd Crawford haar echtgenoot.
- Ze was van 1949 tot 1950 de echtgenote van Larry Williams.

In 1945 kondigde ze via columnist Hedda Hopper aan dat ze in verwachting was. Ze was zeer gelukkig en was al bezig met kleren kopen voor haar kind. Het bleek echter een schijnzwangerschap te zijn en ze raakte depressief.

## Dood
McDaniel overleed op 26 oktober 1952 op de leeftijd van 57 jaar in Woodland Hills aan borstkanker. Het was haar wens begraven te worden bij haar collega's in Hollywood Cemetery, maar haar lichaam werd geweigerd vanwege haar huidskleur. Daarom werd ze begraven op Angelus-Rosedale Cemetery, haar tweede keus.
Toen in 1999 Hollywood Cemetery (inmiddels Hollywood Forever Cemetery geheten) een nieuwe eigenaar kreeg, bood hij aan McDaniels lichaam hier te herbegraven. Omdat haar familie haar graf niet wilde verstoren, sloegen zij het aanbod af. In plaats daarvan richtte de begraafplaats een cenotaaf voor haar op. Dit is tegenwoordig een veelbezochte plek.

## Filmografie
| - Impatient Maiden (1932) - Are You Listening? (1932) - Washington Masquerade (1932) - The Boiling Point (1932) - Crooner (1932) - Blonde Venus (1932) - The Golden West (1932) - Hypnotized (1932) - Hello, Sister (1933) - I'm No Angel (1933) - Goodbye Love (1933) - Merry Wives of Reno (1934) - Operator 13 (1934) - King Kelly of the U.S.A. (1934) - Judge Preist (1934) - Flirtation (1934) - Lost in the Stratosphere (1934) - Babbitt (film) (1934) - Little Men (1934) - The Little Colonel (1935) - Transient Lady (1935) - Traveling Saleslady (1935) - China Seas (1935) - Alice Adams (1935) - Murder by Television (1935) - Harmony Lane (1935) - Music Is Magic (1935) - Another Face (1935) | - We're Only Human (1935) - Can This Be Dixie? (1936) - Next Time We Love (1936) - The First Baby (1936) - The Singing Kid (1936) - Zenobia (1939) - Gone with the Wind (1939) - Maryland (1940) - The Great Lie (1941) - Affectionately Yours (1941) - They Died with Their Boots On (1941) - The Male Animal (1942) - In This Our Life (1942) - George Washington Slept Here (1942) - Johnny Come Lately (1943) - Thank Your Lucky Stars (1943) - Since You Went Away (1944) - Janie (1944) - Three Is a Family (1944) - Hi, Beautiful (1944) - Janie Gets Married (1946) - Margie (1946) - Never Say Goodbye (1946) - Song of the South (1946) - The Flame (1947) - Mickey (1948) - Family Honeymoon (1949) - The Big Wheel (1949) |